# Emmi & Herr Willnowsky

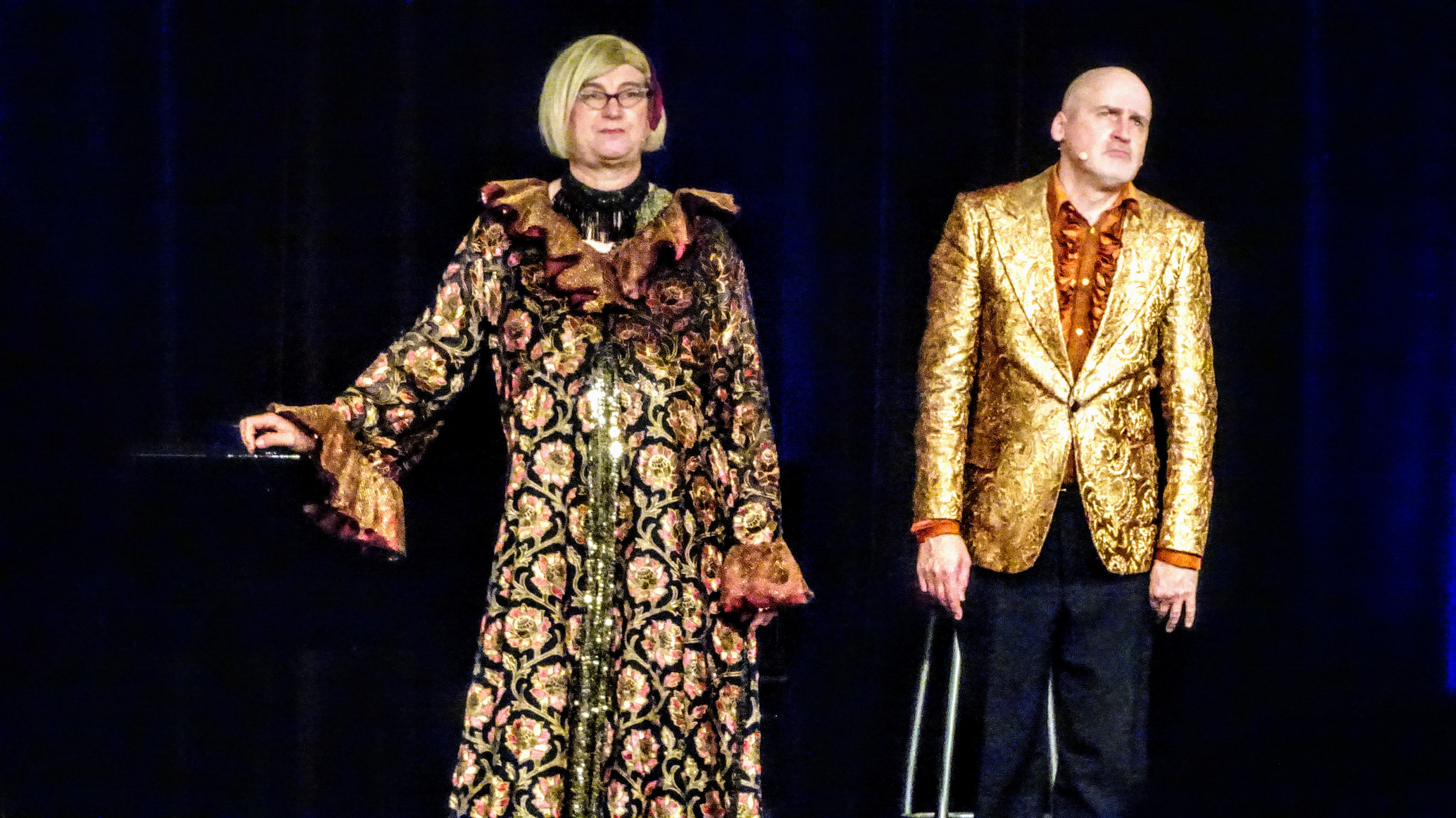
Emmi & Herr Willnowsy Tour 2021, Auftritt in Waren an der Müritz

Emmi & Herr Willnowsky sind ein Komiker-Duo, bestehend aus Christian Willner alias Valentin Willnowsky und Christoph Dompke alias Emmi, welches in Deutschland, Österreich und der Schweiz durch ihre Bühnen- und TV-Auftritte bekannt geworden ist.

## Hintergrund
Christoph Dompke (geb. 1965) schloss eine Ausbildung als Assistent an öffentlichen Bibliotheken ab, ebenso ein Studium der Musikwissenschaft und Germanistik in Hamburg und Wien. 2009 wurde er in Hamburg zum Dr. phil mit einer Arbeit über Unterhaltungsmusik und NS-Verfolgung promoviert. Er schreibt zudem Filmkritiken und hat diverse Bücher zum Thema Film veröffentlicht (u. a. Alte Frauen in schlechten Filmen). Bevor er mit Christian Willner als Duo „Emmi & Willnowsky“ zusammenfand, war er lange Jahre Teil des Musikcomedy-Duos „Emmi & Bertie“.
Christian Willner (geboren 1967) erlernte das Trompete-, Klavier- und Orgelspiel und dirigierte 1987 sein erstes eigenes Unterhaltungsorchester. In Hamburg studierte er Musikwissenschaft, Philosophie und Skandinavistik. Neben seinem Studium leitete er zahlreiche Chöre in Hamburg, u. a. den Hamburger Lotsenchor, den Blankeneser Volkschor und den DamenLikörChor. Zudem ist er musikalischer Leiter des Alsterquartetts und des St. Pauli Kurorchesters, mit dem er von 2004 bis 2006 den Vorentscheid für den deutschen Beitrag zum Grand Prix d‛Eurovision de la Chanson in der ARD begleitete.
Christoph Dompke und Christian Willner lernten sich während des Studiums in Hamburg kennen, seit 1996 arbeiten sie als Duo „Emmi & Willnowsky“ zusammen. Wesentliche Starthilfe erhielten sie durch Thomas Hermanns, der auch die ersten Programme des Duos schrieb und inszenierte, außerdem das Ensemblestück Sing, wenn Du kannst (Titel bei der Wiederaufnahme Emmi, die Salome vom Spielbudenplatz). Seit 2005 schreiben und inszenieren sie selbst, daneben verwenden sie Texte und Kompositionen Dritter, u. a. von Edith Jeske, Thomas Zaufke, Rainer Bielfeldt. „Emmi & Willnowsky“ sind regelmäßige Gäste auf allen bedeutenden Comedy-, Kabarett- und Varieté-Bühnen und waren regelmäßig in TV-Formaten zu sehen.

## Biographie Emmi & Willnowsky
Emmi ist eine erfolglose, alternde Kammersängerin, die ihre wertkonservative Grundhaltung aus der Nachkriegszeit bewahrt hat und sich gerne in Tagträume über einen späten Karriereschub flüchtet. Willnowsky ist ein mittelloser Pianist aus der ehemaligen Sowjetunion, der von Frau Emmi entdeckt und zunächst als Begleitmusiker für ihre Auftritte ausgenutzt wurde. Später heirateten die beiden und lassen ihre Frustration vorzugsweise aneinander aus und machen keinen Hehl aus ihrer gegenseitigen Geringschätzung, können aber trotzdem nicht voneinander lassen.

## Programme
- 1996: Emmi Hempel-Bertie singt Andrew Lloyd-Webber, Buch und Regie: Thomas Hermanns
- 1997: Lieder zur Freiheit, Buch und Regie: Thomas Hermanns
- 1997: Simply Emmi, Buch und Regie: Thomas Hermanns
- 1999: Movie Madness, Buch und Regie Thomas Hermanns, mit Ole Lehmann
- 1999: All About Emmi, Buch und Regie: Thomas Hermanns
- 2002: Sing, wenn Du kannst, Buch und Regie: Thomas Hermanns
- 2003: Emmi on the Rocks, Buch und Regie Thomas Hermanns
- 2004: Sing-Along „Grease“, Buch und Regie: Christoph Dompke & Christian Willner
- 2005: Bei Emmy Göring zum Tee, Buch: Mirko Bott, Regie: Marcus Lachmann
- 2005: Alive in Concert, Buch und Regie: Christoph Dompke & Christian Willner
- 2006–2008: Emmi, die Salome vom Spielbudenplatz, Buch und Regie: Thomas Hermanns
- 2007: Staying Alive in Concert, Buch und Regie: Christoph Dompke und Christian Willner
- 2009: Forever Alive, Buch und Regie: Christoph Dompke und Christian Willner
- 2011: Die Lustige Emmi & Willnowsky-Show – Gogo á Gaga, Buch und Regie: Christoph Dompke und Christian Willner
- 2013: Die Lustige Emmi & Willnowsky-Show – Mehr ist Mehr, Buch und Regie: Christoph Dompke und Christian Willner
- 2015: Die Lustige Emmi & Willnowsky-Show – Keiner Wird Gewinnen, Buch und Regie: Christoph Dompke und Christian Willner
- 2017: Emmi & Willnowsky Tour 17, Buch und Regie: Christoph Dompke und Christian Willner
- 2018: Emmi & Willnowsky Tour 2018, Buch und Regie: Christian Willner & Christoph Dompke
- 2019: Emmi & Willnowsky Tour 2019, Buch und Regie: Christoph Dompke & Christian Willner
- 2020 & 2021: Emmi & Willnowsky Tour 2020, Buch und Regie: Christoph Dompke & Christian Willner
- 2022: Emmi & Willnowsky Tour 2022, Buch und Regie: Christoph Dompke und Christian Willner
- 2023: Emmi & Willnowsky Tour 2023,  Buch  und Regie: Christoph Dompke und Christian Willner, Kompositionen: Robert Moeck, Songtexte: Edith Jeske, Thomas Hermanns, Robert Moeck, Christian Willner
- 2024: Emmi & Willnowsky Tour 2024, Buch  und Regie: Christoph Dompke und Christian Willner, Kompositionen: Robert Moeck, Songtexte: Edith Jeske, Thomas Hermanns, Robert Moeck, Christian Willner

DVD-Veröffentlichungen
- 2008 Schmidt Comedy Show Vol. 1
- 2012 20 Jahre Quatsch Comedy Club – Die große Jubiläumsgala
- 2015 Am Ende die Wahrheit. Buch und Regie: Fabian Klatura. Produktion: Comedy & Mähs

Buchveröffentlichungen mit Beiträgen von Emmi & Willnowsky
- Pausenzeit. In: Käthe Lachmann (Hrsg.) Wir danken für Ihr Verständnis: Das Bahn-Comedy-Buch. Carlsen, Hamburg 2009, ISBN 978-3-551-68167-6, S. 62–63.
- Eisbein mit Erbspüree  In: Thomas Lardon (Hrsg.): Das Comedy Kochbuch: Für kreative Köche und gutgelaunte Gäste. Bastei Lübbe, Köln 2012, ISBN 978-3-7857-2451-4, S. 124–127.
- Weihnachten bei Willnowskys  In: Weihnachtsleben! Prominente und ihre Weihnachtsgeschichten. Förderkreis zugunsten unfallgeschädigter Kinder e. V. (Hrsg.) a&c Druck, Hamburg 2015, ISBN 978-3-9817533-0-1, S. 16–19.

Buchveröffentlichungen von Christoph Dompke
- Weil doch was blieb: alte Frauen in schlechten Filmen. MännerschwarmSkript, Hamburg 1998, ISBN 978-3-928983-57-0.
- Unschuld und Unheil. Das verdorbene Kind im Film. MännerschwarmSkript, Hamburg 1999, ISBN 978-3-928983-74-7.
- Zauberwort „Camp“ + Fernsehoperette als Coming-Out-Hilfe? In: Glitter and be Gay. Die authentische Operette und ihre schwulen Verehrer. Kevin Clarke (Hg.) Männerschwarm, Hamburg 2007, ISBN 978-3-939542-13-1, S. 74–84, 204–211.
- Operette, Musical und Kabarett im Exil. In: Peter Petersen (u. a.) (Hg.): Musiktheater im Exil der NS-Zeit. Von Bockel, Neumünster 2007, ISBN 978-3-932696-68-8, S. 371–382. (Musik im „Dritten Reich“ und im Exil; Bd. 12)
- Unterhaltungsmusik und NS-Verfolgung. Von Bockel, Neumünster 2011 (Musik im „Dritten Reich“ und im Exil; Bd. 15) ISBN 978-3-932696-80-0. (zugleich Dissertation)
- mit Thomas Hermanns: Das große Quatsch Comedy Buch: Alles über Deutschlands ersten Comedyclub. Henschel, Leipzig 2011, ISBN 978-3-89487-690-6.
- Alte Frauen in schlechten Filmen. Vom Ende großer Filmkarrieren. Männerschwarm Verlag, Hamburg 2012, ISBN 978-3-86300-114-8.
- Unterhaltungsmusik im „Dritten Reich“. In: Wolfgang Benz (u. a.) (Hg.): Kunst im NS-Staat. Ideologie, Ästhetik, Protagonisten. Metropol Verlag, Berlin 2015, ISBN 978-3-86331-264-0, S. 409–428.
- Alte Frauen in Schlechten Filmen. Vom Ende großer Filmkarrieren. 2., überarbeitete Neuausgabe. Männerschwarm Verlag / Salzgeber Buchverlage, Berlin 2022. ISBN 978-3-86300-333-3

Auszeichnungen
- 2011 Flögelner Comedy Preis
- 2011 Radio Bremen 4 Comedy-Preis
- 2022  „Der goldene Arsch mit Ohren“, Kleinkunstpreis der Stadt Koblenz